# Казоле Бруцио
Казоле Бруцио (итал. Casole Bruzio) је насеље у Италији у округу Козенца, региону Калабрија.
Према процени из 2011. у насељу је живело 2404 становника. Насеље се налази на надморској висини од 696 м.

## Становништво
| 1951. | 1961. | 1971. | 1981. | 1991. | 2001. | 2011. |
| ----- | ----- | ----- | ----- | ----- | ----- | ----- |
| 1.492 | 1.488 | 1.464 | 1.755 | 2.099 | 2.480 | 2.575 |